# Judith Butler
Judith Butler (Cleveland, 24 de fevereiro de 1956) é uma filósofa pós-estruturalista de origem estadunidense, tendo composto umas das principais teorias contemporâneas do feminismo e teoria queer. Butler também escreve sobre filosofia política e ética. Atualmente, ocupa o cargo de professora do departamento de retórica e literatura comparada da Universidade da Califórnia em Berkeley. Desde 2006, Butler também ocupa o posto honorificamente intitulado "Hannah Arendt" na European Graduate School.
Butler é uma pessoa não-binária, que em inglês usa os pronomes "they/them".

## Carreira
Butler obteve seu Ph.D. em filosofia na Yale University em 1984, e sua dissertação foi publicada como Subjects of Desire: Hegelian Reflections in Twentieth-Century France. Em fins da década de 1980, entre diversas designações de ensino e pesquisa (tais como no Centro de Humanidades na Johns Hopkins University), envolveu-se nos esforços de crítica ao estruturalismo presente na teoria feminista ocidental (Claude Lévi-Strauss), questionando os "termos pressuposicionais" do feminismo vigentes.
Judith Butler assume também genealogicamente os preceitos de autores/as que trabalham com o giro linguístico, tanto da escola inglesa (Austin, Searle) quanto da francesa (Derrida, Deleuze), e adota algumas posturas da fenomenologia existencialista de Sartre e Merleau-Ponty. Butler aponta a falsa estabilidade da categoria mulher e propõe buscar um modo de interrogação da constituição do sujeito que não requeira uma identificação normativa com o 'sexo' binário.
Seus trabalhos mais recentes focam a filosofia judaica, centrando-se em particular nas "críticas pré-sionistas da violência estatal".

## O corpo como construção cultural
Judith Butler propôs uma reformulação radical na forma como se compreende o corpo, desafiando concepções essencialistas ao argumentar que o corpo é uma construção discursiva moldada por normas culturais. Em vez de considerar o corpo como uma entidade biológica pré-discursiva, Butler entende que sua materialidade é produzida por práticas linguísticas e sociais que delimitam os significados possíveis do sexo e do gênero.
Central à sua teoria está a noção de performatividade de gênero, segundo a qual o gênero não é uma essência, mas um conjunto de atos repetitivos que envolvem o corpo e produzem a aparência de uma identidade estável. Assim, a identidade de gênero emerge da repetição de performances corporais normativas, e não de uma natureza interior.
Butler também argumenta que os corpos só se tornam inteligíveis dentro de certas normas culturais que definem o que é considerado um corpo legível e válido. Essa inteligibilidade é regulada por estruturas discursivas que produzem tanto os limites do corpo quanto os parâmetros da subjetividade.
Inspirando-se em Michel Foucault, a autora sustenta que a materialização do corpo não é anterior ao poder, mas um efeito de práticas reguladoras que o produzem como categoria socialmente reconhecível.
Em seus escritos mais recentes, Butler enfatiza a vulnerabilidade dos corpos humanos como ponto de partida para uma ética e política da interdependência. A condição corporal compartilhada revela a necessidade de repensar categorias como cuidado, luto e reconhecimento político.
A filósofa também questiona por que certos corpos são considerados mais valiosos que outros, refletindo sobre como as normas culturais e midiáticas definem quais vidas são dignas de luto ou de proteção social.
Outro ponto central em sua obra é o conceito de abjeção, entendido como o processo pelo qual corpos desviantes ou não conformes às normas são excluídos da esfera da inteligibilidade social.
Ao criticar a heteronormatividade, Butler mostra como normas compulsórias de sexualidade regulam a expressão dos corpos e reforçam a ideia de que existem formas “naturais” de ser homem ou mulher.
Além disso, ela aborda o papel dos corpos nas manifestações públicas, argumentando que a presença física nos espaços coletivos é uma forma de ação política que desafia estruturas normativas e amplia os modos de reconhecimento social.
Finalmente, ao recusar a separação cartesiana entre mente e corpo, Butler propõe que ambas as dimensões são moldadas pelas normas culturais e não constituem entidades naturais independentes.

### Críticas
Diversos autores manifestaram críticas às concepções de Butler. Nancy Fraser e Martha Nussbaum argumentam que sua ênfase no discurso pode negligenciar a materialidade física do corpo e suas implicações concretas.
Seyla Benhabib e Fraser também observam que a teoria da performatividade pode reduzir a agência dos sujeitos, tratando-os como simples efeitos das normas culturais.
Iris Marion Young questiona o excesso de normatividade na obra de Butler, apontando que isso pode obscurecer a experiência vivida dos corpos.
Elizabeth Grosz critica a ausência de uma abordagem mais concreta do corpo vivido e sua dimensão sexual e afetiva.
Slavoj Žižek afirma que a política da vulnerabilidade enfatizada por Butler pode levar à vitimização passiva, sem questionar as estruturas econômicas mais profundas.
Críticas marxistas, como as de Nancy Hartsock, observam que Butler negligencia o papel do trabalho e da economia na constituição dos corpos.
Rosi Braidotti afirma que a ênfase na abjeção limita o potencial afirmativo das subjetividades nômades.
Leo Bersani questiona se a subversão performativa proposta por Butler de fato rompe com as normas dominantes do desejo.
Chantal Mouffe aponta que a noção de ação coletiva em Butler idealiza o espaço público e subestima os antagonismos políticos reais.
Finalmente, filósofos da fenomenologia como Maurice Merleau-Ponty sustentam que o corpo é anterior ao discurso e que constitui o ponto de partida da experiência subjetiva.

## Resumo das principais obras

### Os atos performativos e a constituição do gênero (1988)
No ensaio "Os atos performativos e a constituição do gênero", Judith Butler propõe que gênero é performativo. Com base na fenomenologia de Maurice Merleau-Ponty e no feminismo de Simone de Beauvoir, observa que ambos fundamentam suas teorias na "experiência vivida" e veem o corpo sexual como uma ideia ou situação histórica. Butler distingue sexo (uma "facticidade biológica") e gênero (a "interpretação ou significação cultural daquela facticidade)".
Butler argumenta que o conceito de gênero é melhor entendido como performativo, o que presume a existência de uma plateia social. Também defende que as performances femininas são forçadas e reforçadas por práticas sociais históricas.
Para Butler, o roteiro da desempenho de gênero é transmitido sem esforço de geração em geração na forma de "significados" socialmente estabelecidos: Butler afirma que o "gênero não é uma escolha radical ... [nem é] imposto ou inscrito no indivíduo". Dada a natureza social do ser humano, a maioria das ações é testemunhada, reproduzida e internalizada e, assim, assume uma qualidade performativa ou teatral. De acordo com a teoria de Butler, gênero é essencialmente uma repetição performativa de atos associados ao homem ou à mulher. Atualmente, as ações apropriadas para homens e mulheres têm sido transmitidas para produzir uma determinada atmosfera social que mantém e legitima um binário de gênero aparentemente natural. Butler aceita o conceito de corpo como uma ideia histórica, e sugere que o conceito de gênero deve ser visto como natural ou inato porque o corpo "torna-se seu gênero através de uma série de atos que são renovados, revisados e consolidados ao longo do tempo".
Butler argumenta que a própria performance do gênero cria o gênero. Além disso, compara a performatividade de gênero à performance teatral, notando várias semelhanças entre ambas, incluindo a ideia de cada indivíduo funcionando como um ator de seu gênero. No entanto, Butler também traz à luz uma diferença crítica entre a performance de gênero na realidade e as performances teatrais. Butler explica que o teatro é muito menos ameaçador e não produz o mesmo medo que as performances de gênero muitas vezes produzem, devido ao fato de que há uma distinção clara entre realidade e irrealidade dentro do teatro.
Butler usa a noção proposta por Sigmund Freud sobre como a identidade de uma pessoa é modelada em termos do que é considerado normal. Butler modifica a aplicabilidade deste conceito, originalmente restrito ao lesbianismo (Freud afirmava que as lésbicas modelam seus comportamentos com base nos comportamentos de homens, que são o "normal" ou "ideal" percebido). Butler, em vez disso, diz que todo gênero funciona daquela forma de performatividade e representação de uma noção internalizada de normas de gênero.

### Problemas de gênero (1990)
O livro "Problemas de gênero: feminismo e subversão de identidade" foi publicado pela primeira vez em 1990 e vendeu mais de 100 000 cópias internacionalmente. O título do livro faz alusão ao filme Problemas Femininos (1974) de John Waters, estrelado pela drag queen Divine. O livro discute as obras de Sigmund Freud, Simone de Beauvoir, Julia Kristeva, Jacques Lacan, Luce Irigaray, Monique Wittig, Jacques Derrida e Michel Foucault.
O ponto crucial levantado por Butler é que a coerência das categorias de sexo, gênero e sexualidade (por exemplo: a aparência de coerência natural do gênero masculino e do desejo heterossexual em corpos masculinos) é culturalmente construída através da repetição de atos "estilizados". Apesar de atos corporais estilizados reiterados criarem a aparência de um gênero ontológico "central" (ou essencial), Butler entende o gênero, junto com o sexo e a sexualidade, como performativo. Butler contesta explicitamente os entendimentos biológicos sobre binarismo sexual. A performance de gênero não é voluntária, na opinião de Butler, o sujeito de um certo gênero, sexo e atração deve ser construído dentro do que chama, tomando emprestado o termo de Vigiar e Punir de Foucault, "discursos reguladores". Estes, também chamados de "estruturas de inteligibilidade" ou "regimes disciplinares", determinam previamente quais possibilidades de sexo, gênero e sexualidade são socialmente permitidas para parecerem coerentes ou "naturais". O discurso regulador inclui técnicas disciplinares que coagem as ações estilizadas e, assim, manter a aparência de gênero, sexo e sexualidade "essenciais".

### Corpos que importam: os limites discursivos do "sexo" (1993)
Este livro busca esclarecer interpretações e interpretações equivocadas acerca da performatividade, especialmente aquelas que vêem a encenação de sexo/gênero como uma escolha diária. Butler enfatiza o papel da repetição na performatividade, valendo-se da teoria da "iterabilidade" de Derrida, que é uma forma de "citacionalidade": 

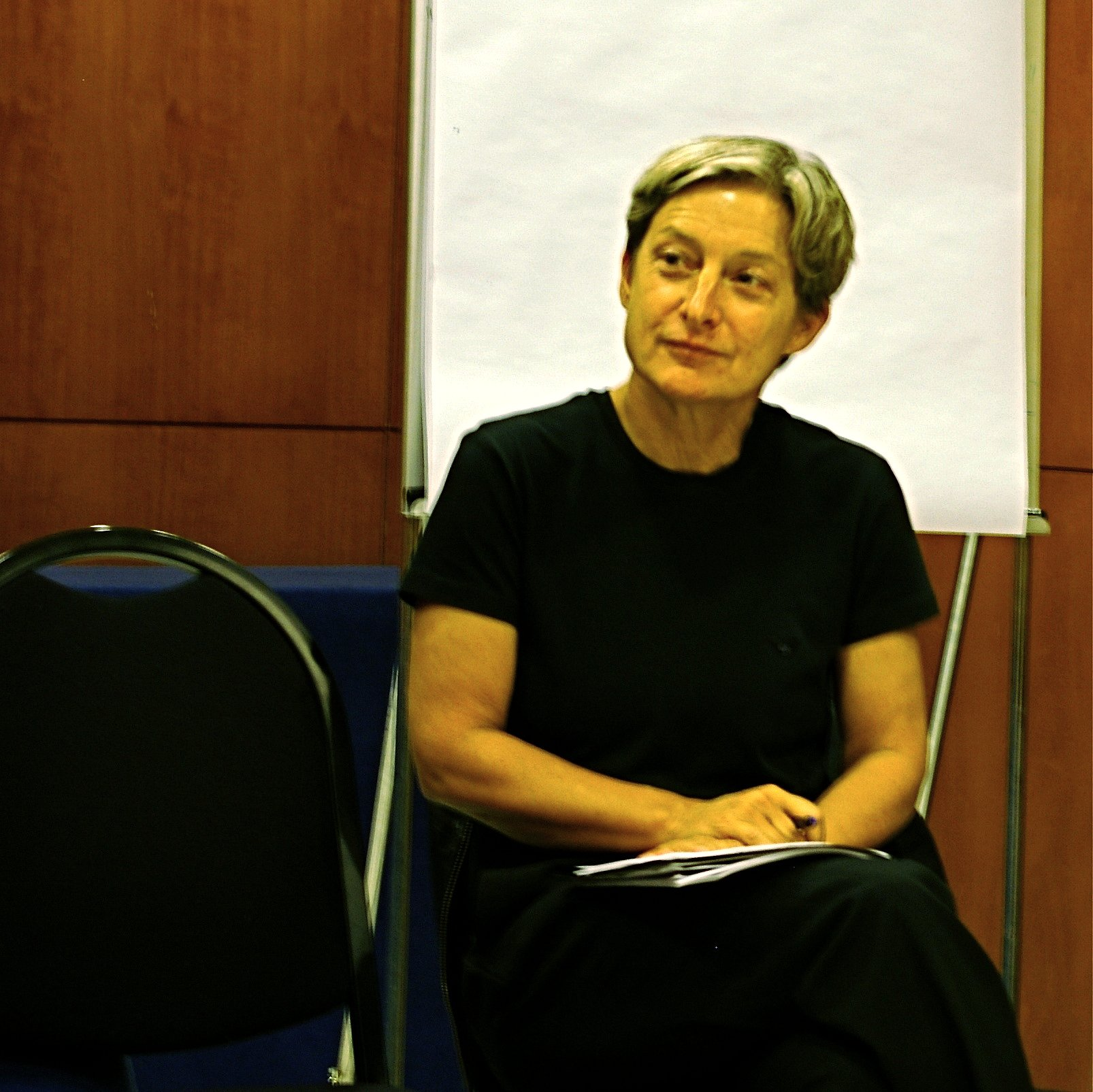
Judith Butler em Madrid

A performatividade não pode ser entendida fora de um processo de iterabilidade, repetições regularizadas e restritas de normas. E essa repetição não é realizada por um sujeito; essa repetição é o que capacita um sujeito e constitui a condição temporal para o sujeito. Essa iterabilidade implica que a 'performance' não é um 'ato' ou evento singular, mas uma produção ritualizada, um ritual reiterado sob e por meio de constrangimento, sob e por meio da força da proibição e do tabu, com a ameaça de ostracismo e até mesmo morte controlando e compelindo a forma da produção, mas não, vou insistir, determinando-a totalmente com antecedência.— Butler

## Visões Políticas e Controvérsias
Butler descreve a si mesma como sendo anti-capitalista, feminista e antissionista, sendo considerada como estando inserida no quadro político da extrema-esquerda. Ao longo dos anos, Butler tem sido particularmente ativa no ativismo dos direitos queers, movimentos feministas e movimentos anti-guerra. Butler participou ativamente do movimento anti-capitalista Occupy Wall Street e expressou publicamente seu apoio a campanha global de Boicote, Desinvestimento e Sanções contra o Estado de Israel e seu apoio a Causa Palestina.
Em 2010, Butler recusou o Prêmio de Coragem Civil (Zivilcouragepreis) do desfile do Christopher Street Day (CSD), um desfile LGBT em Berlim, na Alemanha. Butler criticou o comercialismo do evento e justificou sua recusa citando comentários nas quais considerou como sendo islamofóbicos e anti-muçulmanos por parte dos organizadores do evento, que haviam tecido críticas a homofobia no Islamismo e dos refugiados muçulmanos na Alemanha.

### Prêmio Adorno de 2012
Quando Butler recebeu o Prêmio Adorno de 2012, o comitê da premiação foi atacado pelo Embaixador de Israel na Alemanha, Yakov Hadas-Handelsman e pelo principal grupo representante de judeus na Alemanha, o Conselho Central de Judeus Alemães, o conselho afirmou que "Recompensar uma odiadora confessa de Israel com um prêmio com o nome de um filósofo que foi forçado a emigrar por ser "meio judeu" não pode ser simplesmente considerado um erro" e concluiu afirmando que "Somente um conselho de curadores sem a força moral necessária para com seus deveres poderia separar a contribuição de Butler para a filosofia de sua depravação moral".
Stephan Kramer, o secretário-geral do Conselho Central, chamou de "ultrajante" a escolha de Butler, afirmando que apoia boicotes contra Israel, mas considera o Hamas e o Hezbollah movimentos sociais legítimos.
Butler catalogou os ataques como sendo tentativas de intimidação e acusou os seus críticos de "Tentarem calar e intimidar todos os que são críticos contra Israel e suas políticas", falando que "Flagrantemente falso e absurdo argumentar que aqueles que criticam o Estado de Israel é anti-semita e caso o crítico seja um judeu, ele é um judeu odeia a si mesmo".

### Hamas e Hezbollah
Butler foi muito criticada por comentários que foram considerados como sendo simpáticos ao Hamas e ao Hezbollah. Em uma palestra na Universidade da Califórnia sobre a guerra entre Israel e o Hezbollah, Butler descreveu o Hamas e Hezbollah como sendo "Movimentos sociais progressistas, de esquerda, que pertencem à esquerda global" e afirmou que é "Extremamente importante que esses grupos sejam incluídos na conversa de esquerda". Na mesma palestra, Butler apoiou boicotes e sanções contra Israel, criticou o lobby judaico em Israel e a investida dos EUA nas guerras no Oriente Médio e o apoio do mesmo ao Estado de Israel.

Após ser duramente criticada por vários grupos e entidades judaicas em todo o mundo, Butler se defendeu falando que seus comentários foram tirados de contexto e afirmou que:
Há alguns anos, um membro de um público acadêmico me perguntou se eu achava que o Hamas e o Hezbollah pertenciam à "esquerda global" e respondi com dois pontos. Meu primeiro ponto foi meramente descritivo: essas organizações políticas se definem como sendo antiimperialistas, progressistas e de esquerda, sendo essas características da esquerda global, portanto, com base nisso, pode-se descrevê-las como parte da esquerda global. Meu segundo ponto foi crítico: como acontece com qualquer grupo da esquerda, é preciso decidir se é a favor ou contra aquele grupo, e é preciso avaliar criticamente sua posição.
Mesmo não repudiando abertamente ambos os grupos, Butler se declarou uma notória defensora da não-violência e afirmou que não endossa de modo algum a violência estatal.

### Caso de assédio sexual de Avital Ronell
Em setembro de 2017, o estudante Nimrod Reitman, apresentou uma denúncia à reitoria da Universidade de Nova York, acusando a filósofa Avital Ronell de assédio sexual, agressão sexual, perseguição e retaliação durante o período de três anos como sua conselheira. Em maio de 2018, após uma longa investigação, a universidade considerou Ronell responsável por assédio sexual e a suspendeu pelo ano letivo de 2018-19, mas ela não foi suspensa do quadro de funcionários, o que fez com que o estudante entrasse em um processo contra Ronell e contra a Universidade, alegando assédio sexual, agressão sexual e perseguição.
Em 2018, uma carta escrita para a NYU em defesa de Reitman, assinada por figuras importantes nas áreas do feminismo, filosofia, literatura e história, liderados por Judith Butler e contando com nomes como Slavoj Žižek, Joan Scott e Jean-Luc Nancy acabou vazando. A carta foi duramente criticada e seus assinantes foram alvo de um forte escrutínio, por afirmarem que Reitman deveria ser perdoada justificando isso com base na sua importância e por suas contribuições acadêmicas e por colocar em dúvida a denúncia do estudante, afirmando que ele estava fazendo uma "Campanha maliciosa" contra Reitman.
O Movimento Me Too ficou sob intenso escrutínio midiático enquanto proeminentes estudiosas feministas e ativistas do movimento, como a própria Butler, continuaram a apoiar Ronell, apesar das acusações de má conduta sexual. O jornal New York Times acusou o movimento e a própria Butler de relativismo e hipocrisia.
Após a intensa repercussão negativa, Butler se desculpou e afirmou lamentar algumas palavras na carta.

### Protesto em São Paulo

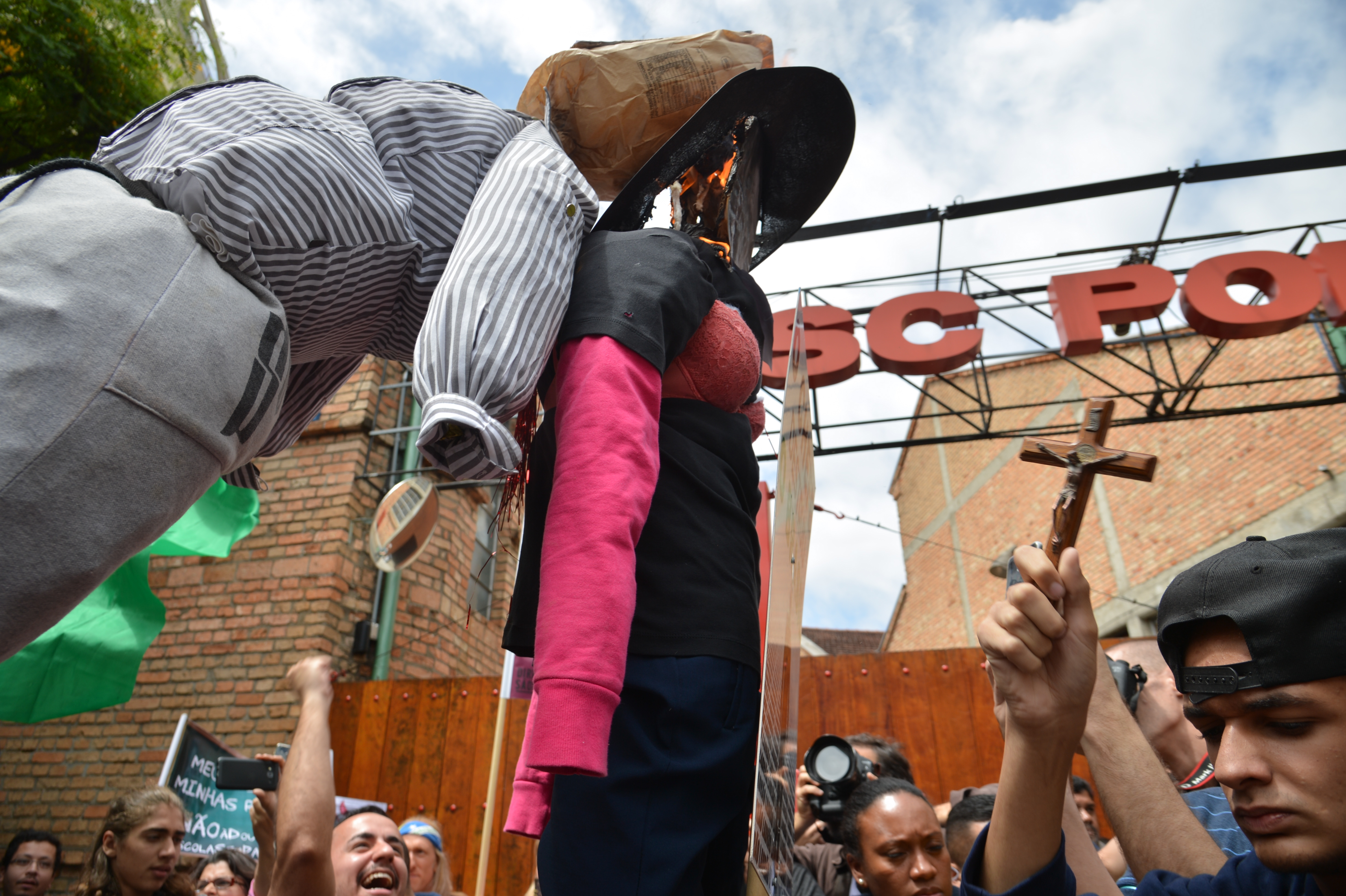
Manifestantes protestam contra e a favor de filósofa Judith Butler em São Paulo

Em 2017, a vinda de Judith Butler ao Brasil provocou uma onda de protestos. Em um deles, que foi amplamente reproduzido pela mídia, manifestantes do lado de fora do SESC Pompéia vestiram uma boneca com roupas de bruxa e um sutiã rosa, e queimaram a efígie. Os protestos começaram com uma onda de fakenews que definiram Butler com a "criadora da ideologia de gênero".
Butler falou em entrevistas sobre a experiência de ter sido queimada como bruxa no Brasil, dizendo que é preocupante ver um número tão grande de pessoas radicalizadas e atacando uma pessoa sem ter lido a sua obra. Butler também apontou que a Conferência da qual participava não era sobre teoria de gênero, mas sobre o estado da democracia no mundo, dizendo "O esforço dos manifestantes era antifeminista, antitrans, homofóbico, e nacionalista, usando as redes sociais para disseminar seus eventos. Nessa forma, eles se parecem com as formas de neo-fascismo que estão emergindo em todo o mundo. De fato, eles nos lembraram na conferência que nós estávamos certos em nos preocupar com o estado da democracia."

## Recepção
O trabalho de Butler tem influenciado as teorias feminista e queer, os estudos culturais e a filosofia continental. No entanto, sua contribuição para uma série de outras disciplinas - como psicanálise, literatura, cinema e estudos da performance, bem como artes visuais - também foi significativa. Sua teoria da performatividade de gênero, bem como sua concepção do "criticamente queer", não apenas transformaram os entendimentos de gênero e identidade queer no mundo acadêmico, mas também moldaram e mobilizaram vários tipos de ativismo político, particularmente o ativismo queer em todo o mundo. O trabalho de Butler também entrou em debates contemporâneos sobre o ensino de gênero, homoparentalidade e despatologização de pessoas transgênero. Antes da eleição para o papado, o Papa Bento XVI escreveu várias páginas desafiando os argumentos de Butler sobre o gênero. Em vários países, Butler tornou-se o símbolo da destruição de papéis tradicionais de gênero para movimentos reacionários. Este foi particularmente o caso na França durante os protestos contra o casamento entre pessoas do mesmo sexo. Bruno Perreau, professor do Instituto de Tecnologia de Massachusetts, mostrou que Butler foi literalmente retratada como um "anticristo", tanto por causa de seu gênero e sua identidade judaica, como pelo medo de políticas minoritárias e estudos críticos sendo expressos através de fantasias de um corpo corrompido.
Alguns acadêmicos e ativistas políticos sustentam que o afastamento radical de Butler da dicotomia entre sexo e gênero e sua concepção não essencialista de gênero - junto com sua insistência de que o poder ajuda a formar o assunto - revolucionaram a praxis o pensamento e os estudos feminista e queer. Darin Barney, da Universidade McGill, escreve que:
O trabalho de Butler sobre gênero, sexo, sexualidade, queer, feminismo, corpos, discurso político e ética mudou a forma como estudiosos de todo o mundo pensam, falam e escrevem sobre identidade, subjetividade, poder e política. Também mudou a vida de inúmeras pessoas cujos corpos, gêneros, sexualidades e desejos os tornaram sujeitos a violência, exclusão e opressão.

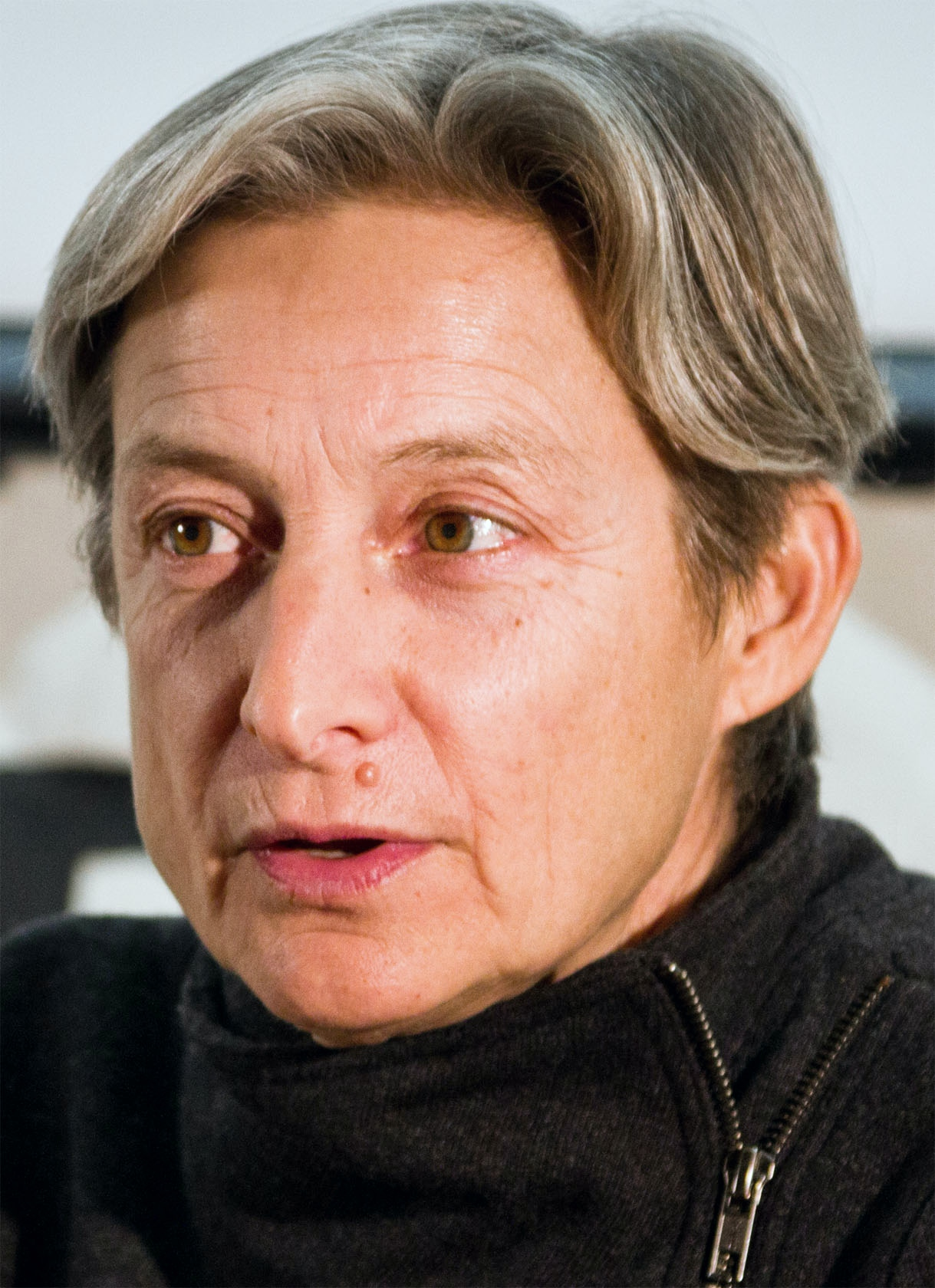
Butler em março de 2011 em Toronto, no Canadá.

Outros estudiosos foram mais críticos. Em 1998, a revista Philosophy and Literature, do filósofo estadunidense Denis Dutton, premiou Butler em sua quarta "Bad Writing Competition", que se propôs a "celebrar a má escrita das passagens mais lamentáveis e estilísticas encontradas em livros e artigos acadêmicos". A passagem escrita por Butler, publicada em uma edição de 1997 da revista acadêmica Diacritics, foi assim:
A passagem de um relato estruturalista no qual o capital é entendido para estruturar as relações sociais de maneira relativamente homóloga para uma visão de hegemonia em que as relações de poder estão sujeitas à repetição, convergência e rearticulação trouxe a questão da temporalidade para o pensamento da estrutura e marcou uma mudança na forma de teoria althusseriana que toma as totalidades estruturais como objetos teóricos para uma na qual os insights sobre a possibilidade contingente de estrutura inauguram uma concepção renovada de hegemonia como estando ligada aos locais e estratégias contingentes da rearticulação do poder.
Alguns críticos acusaram Butler de elitismo devido ao seu estilo de prosa difícil, enquanto outros afirmam que sua obra reduz o gênero ao "discurso" ou promove uma forma de voluntarismo de gênero. A filósofa Susan Bordo, por exemplo, argumentou que Butler reduz o gênero à linguagem e sustentou que o corpo é uma parte importante do gênero, em oposição à concepção de gênero de Butler como performance. Uma crítica particularmente vocal foi feita pela feminista liberal Martha Nussbaum, que argumentou que Butler interpreta erroneamente a ideia de enunciação performativa de J. L. Austin, sendo que faz alegações legais errôneas, impede um local essencial de resistência ao repudiar a agência pré-cultural e não fornece uma teoria ética normativa para dirigir os desempenhos subversivos que Butler endossa. Por fim, Nancy Fraser sugeriu que o foco de Butler na performatividade a distância das "maneiras cotidianas de falar e pensar sobre nós mesmos. ... Por que devemos usar uma linguagem de auto-distanciamento?".
Butler respondeu às críticas de sua prosa no prefácio de seu livro de 1999, Gender Trouble.
Mais recentemente, vários críticos - mais proeminentemente, Viviane Namaste - criticaram Undoing Gender, de Judith Butler, por enfatizar os aspectos intersecionais da violência baseada no gênero. Por exemplo, Timothy Laurie observa que o uso de frases de Butler como "política de gênero" e "violência de gênero" em relação a agressões a indivíduos transgêneros nos Estados Unidos pode "limpar uma paisagem repleta de relações de classe e trabalho, estratificação urbana racializada e complexas interações entre identidade sexual, práticas sexuais e trabalho sexual", e produzir, em vez disso, uma superfície limpa na qual se imagina que as lutas pelo 'humano' se desenrolem".
A feminista alemã Alice Schwarzer fala que os "jogos intelectuais radicais" de Butler não mudariam como a sociedade classifica e trata uma mulher; assim, eliminando a identidade feminina e masculina, Butler teria abolido o discurso sobre o sexismo na comunidade queer. Schwarzer também acusa Butler de permanecer em silêncio sobre a opressão de mulheres e homossexuais no mundo islâmico, enquanto exerce prontamente seu direito ao casamento entre pessoas do mesmo sexo nos Estados Unidos; em vez disso, Butler defenderia radicalmente o Islã, inclusive o islamismo político, de críticas.

## Obras
- 1987: Subjects of desire: Hegelian reflections in twentieth-century France. Nova Iorque: Columbia University Press, 1999;
- 1988: Os atos performativos e a constituição do gênero: um ensaio sobre fenomenologia e teoria feminista
- 1990: Gender trouble: Feminism and the subversion of identity. Nova Iorque: Routledge, 2006. [ed. brasileira: Problemas de gênero: Feminismo e subersão da identidade. Tradução de Renato Aguiar. Rio de Janeiro: Civilização Brasileira, 2003];
- 1993: Bodies that matter: On the discursive limits of "sex". Nova Iorque: Routledge, 1993. [ed. brasileira: Corpos que importam: Os limites discursivos do "sexo". Tradução de Verônica Daminelli e Daniel Yago Françoli. São Paulo: N-1 Edições e Crocodilo, 2019];
- 1995: Feminist contentions: a philosophical exchange. Com Benhabib, Seyla; Fraser, Nancy; Cornell, Drucilla. Nova Iorque: Routledge, 1995. [ed. brasileira: Debates feministas: Um intercâmbio filosófico. Tradução de Fernanda Veríssimo. São Paulo: Editora Unesp, 2018];
- 1997: Excitable speech: A politics of the performative. Nova Iorque: Routledge, 1997.
- 1997: The psychic life of power: theories in subjection. Stanford: Stanford University Press, 1997. [ed. brasileira: A vida psíquica do poder: Teorias da sujeição. Tradução de Rogério Bettoni. Belo Horizonte: Autêntica, 2017];
- 2000: Antigone's claim kinship between life and death. Nova Iorque: Columbia University Press, 2000. [ed. brasileira: O clamor de Antígona: Parentesco entre a vida e a morte. Tradução de André Cechinel. Florianópolis: Editora da UFSC, 2014];
- 2000: Contingency, hegemony, universality: Contemporary dialogues on the left. Com Laclau, Ernesto; Žižek, Slavoj. Londres: Verso, 2000;
- 2003: Women & social transformation. Com Beck-Gernsheim, Elisabeth; Puigvert, Lídia. Nova Iorque: P. Lang, 2003;
- 2004: Precarious life: The powers of mourning and violence. Londres: Verso, 2004. [ed. brasileira: Vida precária: Os poderes do luto e da violência. Tradução de Andreas Lieber. Belo Horizonte: Autêntica, 2019];
- 2004: Undoing gender. Nova Iorque: Routledge, 2004;
- 2005: Giving an account of oneself.  Nova Iorque: Fordham University Press, 2005. [ed. brasileira: Relatar a si mesmo: Crítica da violência ética. Tradução de Rogério Bettoni. Belo Horizonte: Autêntica, 2015];
- 2007: Who sings the nation-state?: Language, politics, belonging. Com Spivak, Gayatri. Nova Iorque: Seagull Books, 2007. [ed. brasileira: Quem canta o Estado-Nação?: Língua, política, pertencimento. Tradução de Vanderlei J. Zacchi e Sandra Goulart Almeida. Brasília: Editora UnB, 2018];
- 2009: Is critique secular?: Blasphemy, injury, and free speech. Com Asad, Talal; Brown, Wendy; Mahmood, Saba. Berkeley: University of California Press, 2009.
- 2009: Frames of war: When is life grievable?. Londres: Verso, 2009. [ed. brasileira: Quadro de guerra: Quando a vida é passível de luto?. Tradução de Sérgio Lamarão e Arnaldo Marques da Cunha. Rio de Janeiro: Civilização Brasileira, 2015];
- 2011: The power of religion in the public sphere. Com Habermas, Jürgen; Taylor, Charles; West, Cornel. Nova Iorque: Columbia University Press, 2011;
- 2011: The question of gender Joan W. Scott's critical feminism. Com Weed, Elizabeth. Bloomington: Indiana University Press, 2011;
- 2012: Parting ways: Jewishness and the critique of Zionism. Nova Iorque: Columbia University Press, 2012. [ed. brasileira: Caminhos divergentes: Judaicidade e crítica do sionismo. Tradução de Rogério Bettoni. São Paulo: Boitempo Editorial, 2017];
- 2013: Dispossession: The performative in the political. Com Athanasiou, Athena. Cambridge: Polity Press, 2013;
- 2015: Senses of the subject. Nova Iorque: Fodham University Press, 2015;
- 2015: Notes toward a performative theory of assembly. Cambridge: Harvard University Press, 2015. [ed. brasileira: Corpos em aliança e a política das ruas: Notas para uma teoria performativa de assembleia. Tradução de Fernanda Siqueira Miguens. Rio de Janeiro: Civilização Brasileira, 2018].
- 2019: The gender of violence. New York: Penguin Random House. ISBN 9786356421531.
- 2020: The force of nonviolence. New York: Penguin Random House. ISBN 9781788732765.

## Prêmios e distinções selecionados
- 1999: Guggenheim Fellowship;
- 2004: Brudner Prize, em Yale;
- 2007: Eleita membro da American Philosophical Society;
- 2012: Theodor W. Adorno Award;
- 2013: Doutoramento honoris causa, McGill University;
- 2013: Doutoramento honoris causa, University of St. Andrews;
- 2014: Doutoramento honoris causa, University of Fribourg;
- 2018: Doutoramento honoris causa, University of Belgrade;
- 2018: Doutoramento honoris causa, Universidad de Guadalajara.